# Manota parvistylata
Manota parvistylata är en tvåvingeart som beskrevs av Heikki Hippa 2007. Manota parvistylata ingår i släktet Manota och familjen svampmyggor. Inga underarter finns listade i Catalogue of Life.